# スクエア (劇団)
スクエアは日本の劇団。
上田一軒、森澤匡晴、北村守を中心にの俳優８名、スタッフ2名で構成される大阪のコメディーユニット。

## 特色
1996年、上田一軒、森澤匡晴の2人により結成。
脚本を森澤匡晴、演出を上田一軒が担当し、コメディーの上演を目的に活動する。
長らく少人数（3～5人）で活動していたが、2012年に初めて劇団員募集を行い、現在の人数に至る。
一貫して、市井の人間の生活を素材に、一幕もののシチュエーションコメディーを上演している。緻密な人物描写、計算された劇構造、質の高いコメディーセンスで、関西の小劇場界屈指のコメディー劇団として知られ、演劇祭、イベント・テレビなどへの出演、海外から「釜山国際演劇祭2005」に招聘されるなど、各方面から高い評価を得ている。

### スクエア流コメディーのつくりかた
1. まず、身近で生活している人を用意する。
2. その馬鹿さが笑えるまでよく観察する。
3. 次に、自分の馬鹿さを知る。
4. 馬鹿が馬鹿を笑っていたことに気付き、驚く。
5. しかるのち、2つの馬鹿を共に笑う。
6. 明日も、とにかく生きてみる。
7. 1にもどる。

## 沿革
- 1996年 近畿大学覇王樹座で同期だった、上田一軒と森澤匡晴の2人により“スクエア”結成。
- 1996年 10月、森ノ宮プラネットホールにて旗揚げ公演『10.25朝日工務店現場飛田8:00入り』上演。
- 1997年 近畿大学映画部だった池田幸巨が入団。
- 1998年 元劇団MOTHERの北村守と、吉本芸能学院NSC出身の奈須崇が入団。
- 2000年 池田幸巨が実家の寿司屋を継ぐために退団。4人のスクエアとなる。
- 2001年 東京国際舞台芸術フェスティバルに参加、代表作「俺の優しさ」で初の東京公演。
- 2005年 韓国釜山国際演劇祭2005にて、初の海外公演。
- 2005年 サラリーマンバンドユニット“ザ・バックストリート・シャイニングス”を結成。大阪市内のライブハウスを中心に音楽活動を開始。
- 2006年 10周年記念公演第2弾！『上方スピリッツ』で初めて10日間のロングラン公演。
- 2007年 11月、第22回公演『つるつる』終演後、奈須崇が退団。
- 2008年 東京劇団フェス'08に大阪代表として参加。シアターアプルにて『ひかげの軍団』上演。
- 2009年 8月、京橋花月よる芝居『パパ』（作：黒田有）にスクエア全員で出演。
- 2009年 東京在住の役者、山本禎顕が入団。再び4人の“スクエア”に。
- 2012年 初めての劇団員オーディション。9人に。
- 2012年 第30回公演『ワンサ』終演後、佳波芽依が退団。8人に。
- 2014年 第34回公演『アベノ座の怪人たち』終演後、馬場良仁が退団。7人に。
- 2014年 夏、以前より公演メンバーだった鎌江文子・大隅雅子が入団。初めてスタッフでの劇団員となり。9人に。（役者7人・スタッフ2人）
- 2016年9月11日、スクエア20周年プレミアム公演『芸人コンティニュー』の千秋楽を最後に活動を休止[1]。

## 公演記録
- 第1回公演 「10・25朝日工務店現場飛田8:00入り」（1996年/森之宮プラネットホール）
- 第2回公演 「君の笑顔が忘れられない」（1997年/心斎橋ウイングフィールド）
- 第3回公演 「泊」（1997年/心斎橋ウイングフィールド）
- 第4回公演 「サイフォン サイフォン」（1998年/谷町劇場）
- 月組公演Vol.1 「嫉妬」〜コントオムニバス〜（1998年/森ノ宮プラネットホール）
- 第5回公演 「祝福してみる」（1999年/伊丹AI・HALL）
- 第6回公演 「だし」（1999年/扇町ミュージアムスクエア）
- 第7回公演 「俺の優しさ」（2000年/心斎橋ウイングフィールド）
- 第8回公演 「けーさつ」（2000年/扇町ミュージアムスクエア）
- 月組公演Vol.2 「贅沢」〜コントオムニバス〜（2001年/京都アトリエ劇研）
- 第9回公演 「泊」（2001年/伊丹AI・HALL）
- 第10回公演 「俺の優しさ」（2001年/扇町ミュージアムスクエア〈大阪〉&東京芸術劇場〈東京〉）
- 第11回公演 「本社イチマル」（2002年/神戸アートビレッジセンター）
- 月組公演Vol.3 「宿題」〜コントオムニバス〜（2002年/よしもとrise-1シアター）
- 第12回公演 「つるつる」（2003年/扇町ミュージアムスクエア〈大阪〉&下北沢駅前劇場〈東京〉）
- 第13回公演 「ラブコメ」（2003年/よしもとrise-1シアター）
- 第14回公演 「打つ手なし」（2003年/芸術創造館〈大阪〉&下北沢駅前劇場〈東京〉）
- 第15回公演 「嗚呼、てんやわんやの月見うどん。」（2004年/HEP HALL〈大阪〉&下北沢駅前劇場〈東京〉）
- 第16回公演 「ラブコメ」（2005年/HEP HALL〈大阪〉&中野ザ・ポケット〈東京〉）
- 韓国釜山2005公演 「THE BACKSTREET SHININGS」（2005年/慶星大学内小劇場）
- 第17回公演 「けーさつ」(2005年/ワッハ上方ワッハホール〈大阪〉&三鷹芸術文化センター〈東京〉)
- 第18回公演 「ザ・バックストリート・シャイニングス」（2005年/精華小劇場）
- 第19回公演 「上方スピリッツ」（2006年/HEP HALL〈大阪〉&下北沢駅前劇場〈東京〉）
- 第20回公演 「ひかげの軍団」（2006年/中之島演劇祭2006中之島特設テント）
- 第21回公演 「本社イチマル」（2007年/ワッハ上方ワッハホール）
- 第22回公演 「つるつる」（2007年/HEP HALL〈大阪〉&池袋シアターグリーン〈東京〉）
- 第23回公演 「法廷式」（2008年/ABCホール）
- 第24回公演 「誉め兄弟」（2008年/HEP HALL〈大阪〉&池袋シアターグリーン〈東京〉）
- 第25回公演 「泊、」（2009年/ABCホール〈大阪〉&池袋シアターグリーン〈東京〉）
- 第26回公演 「108」（2009年/HEP HALL〈大阪〉&池袋シアターグリーン〈東京〉）
- 第27回公演 「マンガマン」（2010年/ABCホール〈大阪〉&池袋シアターグリーン〈東京〉）
- 第28回公演 「ラブ☆ギャラクシー～地球を救う前に我らを救え！」（2011年/ABCホール）
- 第29回公演 「帰ってきたザ・バックストリート・シャイニングス」（2011年/HEP HALL〈大阪〉&池袋シアターグリーン〈東京〉）
- 第30回公演 「ワンサ」（2012年/ABCホール）
- 第31回公演 「けーさつ」（2012年/ABCホール）
- 第32回公演 「楽園ジゴク」（2013年/ABCホール）
- 第33回公演 「誉め兄弟」（2013年/ABCホール）
- 第34回公演 「アベノ座の怪人たち」（2014年/近鉄アート館）
- 第35回公演 「ひかげの軍団」（2014年/ABCホール）
- 第36回公演 「湿原ラジオ」（2015年/近鉄アート館）

## 演劇祭等の参加歴
- 1998年 第22回大阪春の演劇まつり参加〈舞台美術賞受賞〉
- 1999年 扇町アクトトライアル'99参加
- 2001年 第二回アトリエ劇研演劇祭参加
- 2001年 東京国際芸術フェスティバル2001リージョナルシアター・シリーズ参加
- 2002年 KAVCチャレンジシアター'01-'02参加
- 2002 - 2003年 扇町ミュージアムスクエア・Tip Collection 参加
- 2002年 よしもとrise-1シアタープレゼンツ BIG WEDNESDAY 参加
- 2002年 パフォーマーin小劇場（朝日放送）出演
- 2004年 パフォーマーin小劇場（朝日放送）出演
- 2005年 釜山国際演劇祭2005（韓国）参加
- 2005 - 2007 大阪ショートプレイフェスティバル出演
- 2006年 精華演劇祭参加
- 2006年 中之島演劇祭2006参加
- 2007年 中之島演劇祭2007参加
- 2008年 TOKYO GEKIDAN FES'08（東京劇団フェス08）参加
- 2009年～2014年 中之島春の文化祭参加

## 現在のメンバー
- 上田一軒 - リーダー 演出
- 森澤匡晴 - 作
- 北村守
- 吉沢紗那
- 川末敦
- 山口菜月
- 鎌江文子 - 演出助手
- 大隅雅子 - 物販担当

## 以前所属していたメンバー
- 池田幸巨
- 奈須崇
- 佳波芽依
- 馬場良仁
- 山本禎顕